# Deadman Wonderland
Deadman Wonderland (japonsky デッドマンワンダーランド, Deddoman Wandárando) je japonská šónen manga, kterou napsal Džinsei Kataoka a nakreslil Kazuma Kondó. Manga vycházela původně v měsíčníku Šónen Ace nakladatelství Kadokawa Šoten v letech 2007 až 2013 a později byla svázána do třinácti souborných svazků. Na základě mangy pak studio Manglobe v roce 2011 vyrobilo adaptaci v podobě stejnojmenného animovaného seriálu a jednodílného OVA.